# Eduard Spranger
Franz Ernst Eduard Spranger, född 27 juni 1882 i Grosslichterfelde vid Berlin, död 17 september 1963 i Tübingen, var en tysk filosof, psykolog och pedagog.

## Biografi
Spranger blev extra ordinarie professor vid Leipzigs universitet 1911, ordinarie professor där 1912 och vid Berlins universitet 1920. Han fullföljde särskilt det uppslag, som Wilhelm Dilthey gav till studium av olika människotyper. I Lebensformen (1914; tredje upplagan 1922) skildrade han olika typer med hänsyn till det huvudändamål, varpå livet inriktats, nämligen den teoretiska, den ekonomiska, den estetiska, den sociala, den politiska och den religiösa livsformen.
Av Sprangers övriga skrifter kan nämnas Die Grundlagen der Geschichtswissenschaft (1905), Phantasìe und Weltanschauung (1911), Wandlungen im Wesen der Universität seit 100 Jahren (1913), Schule und Lehrerschaft 1813–1913 (1913) och Psychologie des Jugendalters (1925), varjämte han utgav två mycket uppskattade arbeten om Wilhelm von Humboldt. Han tilldelades Gyllene Goethemedaljen 1942.